# Кураев, Наби Магомедович
Наби Магомедович Кураев (1924, с. Итля, Хунзахский район, Дагестанская АССР, РСФСР, СССР — 1983, Москва) — советский государственный деятель. Доктор медицинских наук.

## Биография
Наби Магомедович Кураев родился в 1924 году в селе Итля Хунзахского района. По национальности — аварец.

## Фронтовые заслуги
Война для Кураева началась в Нальчике. Затем — бои в Орджоникидзе. В дальнейшем он был направлен в Камышинское танковое училище. Пройдя курс училища выпущен лейтенантом, командиром танка Т-34. Воевал в составе 4-го Украинского фронта.

### Ранения
Был четырежды ранен. После первых трёх он непременно возвращался в строй. После четвёртого ранения долго лечился в госпитале. Из-за путаницы в это же время родители получили похоронку, что лейтенант Кураев Н. М. погиб. А в августе 1945 года неожиданно для родителей вернулся домой живым. Осколок от ранения так и остался в позвоночнике.

## Учёба
В 1949 году он закончил Дагестанский государственный медицинский институт, куда поступил в 1940 году.

## Научная деятельность
В 1976 году Кураев защитил докторскую диссертацию на тему: «Опыт лечения больных некоторыми хроническими дерматозами на курортах Дагестанской АССР».

## Карьера
В 1963 году был назначен министром здравоохранения ДАССР.

## Личная жизнь
Был женат, имел двоих детей.

## Награды и звания
- Орден Отечественной войны I степени
- медали
- Заслуженный врач РСФСР

## Основные вехи деятельности
Наби Магомедович сделал очень многое для развития медицины в Дагестане. Он был инициатором постройки нового типового здания Республиканского онкологического диспансера.

## Память
Его именем названы:
- Детская республиканская клиническая больница[4]
- Улица в городе Избербаш[5]